# Gare du Méridien
La gare du Méridien est une gare ferroviaire française située sur la commune de Charbonnières-les-Bains dans la métropole de Lyon et la région Auvergne-Rhône-Alpes. Toutefois, les panneaux, en station indiquent le nom « Le Méridien La Ferrière » en relation avec l'histoire du déplacement de cette gare.

## Situation ferroviaire

La gare du Méridien est située entre les gares de Charbonnières-les-Bains et de Tassin sur la ligne du Tram-train de l'Ouest Lyonnais, ancienne ligne Mangini de Lyon-Saint-Paul à Montbrison.

## Histoire
Lors de la création de la ligne en 1876, la famille Audras (propriétaire du domaine-château de la Ferrière) cède gratuitement le terrain nécessaire pour la voie et la construction de la station, en contrepartie la Compagnie des Dombes s'engage à maintenir la halte quelles que soient les circonstances.

La halte actuelle dessert le lycée Blaise-Pascal, mais à l'origine la halte était située plus au nord sur le territoire de la commune de Charbonnières-les-Bains(45,772846, 4,746887). Elle a été déplacée lors des travaux du tram-train de l'Ouest lyonnais. Un mouvement social a tenté de conserver une halte à l'ancien emplacement, en plus de la nouvelle gare du Méridien, en la renommant La Ferrière, mais sans succès, sauf d'obtenir qu'un cheminement piétonnier soit créé entre les deux emplacements et sauf de constater que la gare du Méridien porte curieusement le nom « Le Méridien La Ferrière » sur le panneau en station. 

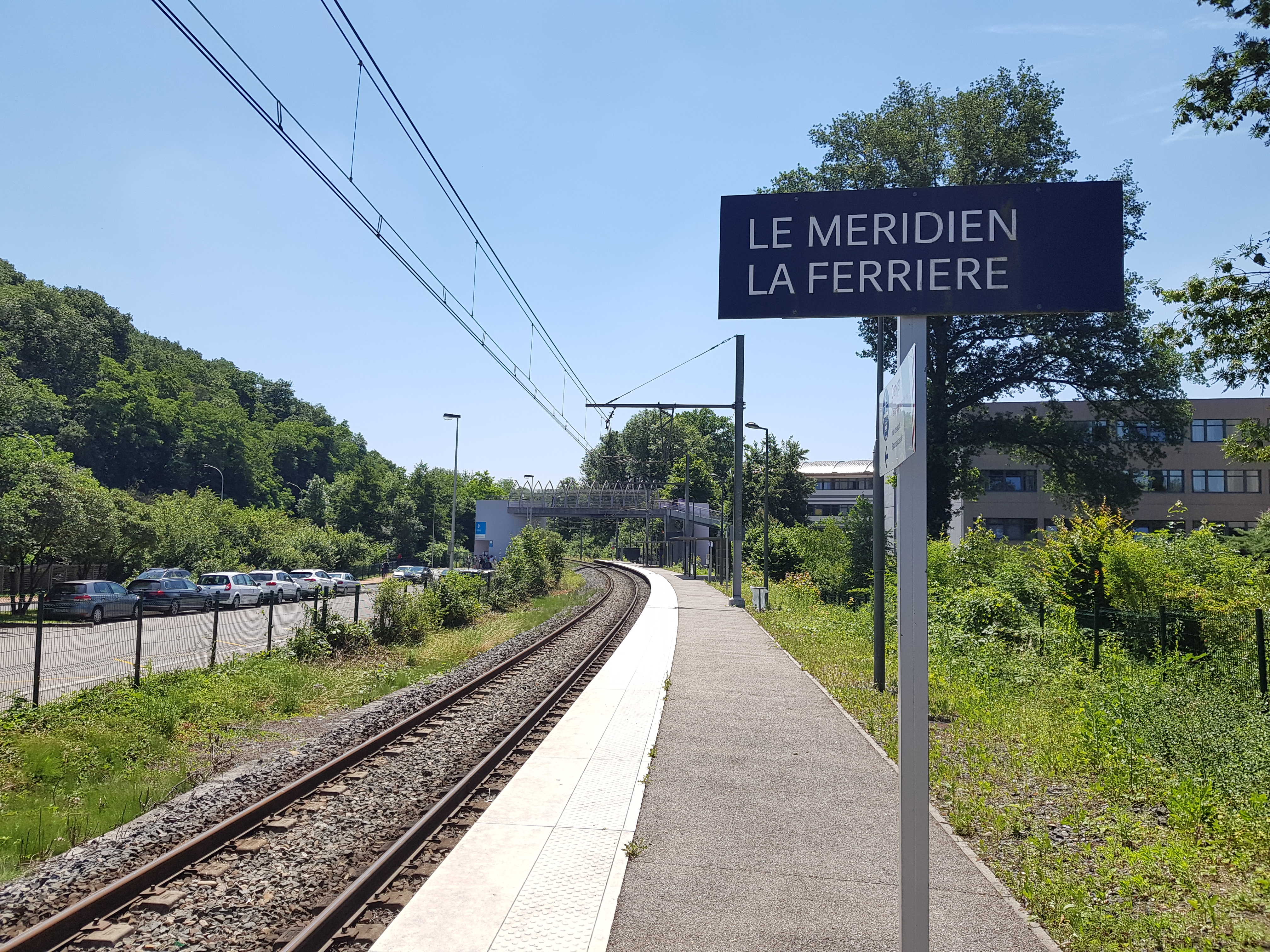
La gare du Méridien après son déplacement, est renommée Le Méridien La Ferrière, mais seulement sur ce panneau.

Une autre confusion, sur le nom de la gare, remonte à la date de sa création. Malgré son nom, elle ne se situe pas dans le quartier du Méridien (le lieu-dit est à l'extrémité sud de la commune, près de l'ex-route nationale 7). Elle était seulement située sur le chemin conduisant au Méridien. Depuis que le passage à niveau a été supprimé, le chemin a été divisé en deux : celui qui conduit effectivement au lieu-dit du Méridien s'appelle chemin de l'Alouette et l'autre s'appelle toujours Chemin de la halte du Méridien mais ne la dessert plus aujourd'hui.

## Fréquentation
Selon les estimations de la SNCF, la fréquentation annuelle de la gare s'élève aux nombres indiqués dans le tableau ci-dessous.
| Année                      | 2015    | 2016    | 2017    | 2018    | 2019    | 2020    | 2021    | 2022    |
| -------------------------- | ------- | ------- | ------- | ------- | ------- | ------- | ------- | ------- |
| Voyageurs                  | 124 009 | 135 763 | 150 003 | 148 699 | 155 019 | 124 412 | 122 081 | 136 655 |
| Voyageurs et non voyageurs | 155 012 | 169 704 | 187 504 | 185 874 | 193 773 | 155 515 | 152 601 | 170 819 |

## Service voyageur

### Accueil
Halte SNCF, c'est un point d'arrêt non géré (PANG) à entrée libre.

### Dessertes
La halte est desservie par le tram-train de l'Ouest lyonnais du réseau TER Auvergne-Rhône-Alpes de la ligne Sain-Bel - Lyon ancienne ligne de Lyon-Saint-Paul à Montbrison.